# Bart Goor
Bart Goor (wym. [ˈbɑrt ˈʝɔːr]; ur. 9 kwietnia 1973 r. w Neerpelt) jest belgijskim piłkarzem grającym na pozycji pomocnika.
W drużynie narodowej zadebiutował w 1999 i z czasem stał się jej podstawowym zawodnikiem. Rozegrał w niej 78 meczów i zdobył 13 goli.